# Skogskyrkogården
Skogskyrkogården (izgovori [ˈskûːɡsɕʏrkʊˌɡoːɖɛn]; švedsko za 'Gozdno pokopališče') je pokopališče v okrožju Gamla Enskede južno od osrednjega Stockholma na Švedskem. Odprto je bilo leta 1920 in leta 1994 vpisano na seznam svetovne dediščine Unesca. Njegova zasnova, ki sta jo zasnovala Gunnar Asplund in Sigurd Lewerentz, odraža razvoj arhitekture od nordijskega klasicizma do zrelega funkcionalizma.

## Zgodovina
Skogskyrkogården je nastal po mednarodnem natečaju leta 1915 za načrtovanje novega pokopališča v Enskedeju v južnem delu Stockholma na Švedskem. Izbran je bil predlog z naslovom Tallum mladih arhitektov Gunnarja Asplunda in Sigurda Lewerentza. Po spremembah načrta na priporočilo žirije natečaja so se leta 1917 začela dela na zemljišču, ki so bila prej stare gramoznice, porasle z borovci, prva faza pa je bila končana tri leta pozneje. Arhitektova uporaba naravne krajine je ustvarila izjemno okolje spokojne lepote, ki je močno vplivalo na načrtovanje pokopališč po vsem svetu. Bistveni modeli za načrtovanje pokopališča so bila nemška gozdna pokopališča Friedhof Ohlsdorf v Hamburgu in Waldfriedhof v Münchnu, pa tudi neoklasicistične slike Casparja Davida Friedricha.
Osnova poti skozi pokopališče je dolga pot, ki vodi od okrasnega vhoda s stebriščem, nato pa se razcepi, ena pot vodi skozi pastoralno pokrajino z velikim ribnikom in z drevesi obdanim hribom za meditacijo, druga pa do velikega samostoječega granitnega križa in abstraktnega portika krematorija ter kapelic Svetega Križa, Vere in Upanja. Poti se nato ponovno združijo in potekajo po povsem ravni poti skozi gost gozdiček visokih borovcev, tako imenovani Pot sedmih vodnjakov, ki vodi do Uppståndelsekapellet ali kapele Vstajenja. Ogromen temen granitni križ v središču pogleda z glavnega vhoda je bil opisan tudi kot posnet po sliki Casparja Davida Friedricha z naslovom Križ ob Baltiku  (1815), ki pomeni upanje v zapuščenem svetu; vendar sta Asplund in Lewerentz vztrajala, da je križ odprt za nekrščanske interpretacije, celo citirala Friedricha: »Za tiste, ki ga vidijo kot takega, tolažbo, za tiste, ki ga ne vidijo, preprosto križ.«
Arhitekta sta zasnovala celoten kompleks, od krajine do najmanjše svetilke, čeprav so vključene tudi skulpture Carla Millesa. Lewerentzov prispevek se je nanašal predvsem na krajino, pa tudi na glavni vhod in klasično Uppståndelsekapellet ali kapelo Vstajenja, ki je bila zgrajena leta 1925. Asplund se je posvetil predvsem stavbam, majhen gozdni krematorij – zgrajen v letih 1935–40 – pa velja za osrednje delo v njegovem opusu, pa tudi za nordijski klasicizem tistega obdobja. Majhna kapela, postavljena na toskanski peristil in z zlatim kipom na strehi Carla Millesa, je pravzaprav izhajala iz »primitivne koče«, ki jo je Asplund slučajno videl na vrtu v Liselundu. Krematorij s kapelami Vere, Upanja in Svetega Križa je bil Asplundovo zadnje arhitekturno delo, zasnovano v racionalnem modernističnem slogu, značilnem za njegova poznejša dela, odprto pa je bilo malo pred njegovo smrtjo leta 1940.
Leta 1994 je bil Skogskyrkogården uvrščen na seznam svetovne dediščine UNESCO in čeprav nima toliko znanih pokopov kot Norra begravningsplatsen, njegov veliko starejši dvojnik v severnem Stockholmu, je pomembna turistična atrakcija. V paviljonu Tallum (stavba, ki jo je Asplund prvotno zasnoval kot prostore za osebje) si lahko obiskovalci ogledajo razstavo o pokopališču in zgodbi o njegovem nastanku ter dveh arhitektih, katerih vizija ga je ustvarila.
S 100.000 grobovi je pokopališče največje v državi po številu grobov in drugo največje (za Kvibergovim pokopališčem) po površini. Skogskyrkogården je povezan z istoimensko postajo podzemne železnice.

## Pomembni pokopi
- Emmy Albiin, (1873–1959), igralka
- Gunnar Asplund (1885–1940), arhitekt (location)
- Avicii|Tim Bergling (1989–2018), glasbenik in DJ, profesionalno znan kot Avicii (pogreb tukaj, pokopan na cerkvi Hedvig Eleonore)[6]
- Brasse Brännström (1945–2014), igralec
- Ulla Bergryd (1942–2015), igralka in predavateljica na Univerzi v Stockholmu
- Arthur Fischer (1897–1991), igralec
- Siegfried Fischer (1894–1976), igralec
- Gustav Fonandern (1880–1960), arhitekt, pevec (lokacija) (lega)
- Greta Garbo (1905–1990), igralka (lega)
- Alma Johansson (1880–1974), misijonarka (lega)
- Pelle Lindbergh (1959–1985), hokejski vratar pri reprezentanci Švedske in Philadelphia Flyers v ligi NHL
- Ivar Lo-Johansson (1901–1990), pisatelj (lega)
- Oscar A.C. Lund (1885–1963), igralec nemega filma, režiser (lega)
- Helmi Mäelo (1898–1978), estonski pisatelj in družbeni aktivist
- Arvo Mägi (1913–2004), estonski pisatelj in novinar
- Molla Mallory (1884–1959), teniška prvakinja, zmagovalka rekordnih 8 naslovov v posamični konkurenci na državnem prvenstvu ZDA(lega)
- Anton Nilson (1887–1989), revolucionarni komunist (lega)
- Lennart Skoglund (1929–1975), nogometna zvezda (lega)
- Valborg Svensson (1903–1983), švedski politik in novinar
- Lars-Göran Petrov (1972–2021), vokalist švedskih pionirjev metala Entombed, znano fotografiran pred granitnim križem, zaradi česar je ta postal romarsko mesto za ljubitelje metala že pred njegovo smrtjo (lega)